# Mecànica matricial
La mecànica matricial és una formulació de la mecànica quàntica creada per Werner Heisenberg, Max Born i Pascual Jordan el 1925. Va ser la primera formulació conceptualment autònoma i lògicament consistent de la mecànica quàntica. El seu relat dels salts quàntics va suplantar les òrbites d'electrons del model de Bohr. Ho va fer interpretant les propietats físiques de les partícules com a matrius que evolucionen en el temps. És equivalent a la formulació d'ona de Schrödinger de la mecànica quàntica, tal com es manifesta en la notació bra-ket de Dirac.
En cert contrast amb la formulació d'ona, produeix espectres d'operadors (majoritàriament d'energia) mitjançant mètodes d'operadors d'escala purament algebraics. Basant-se en aquests mètodes, Wolfgang Pauli va derivar l'espectre d'àtoms d'hidrogen el 1926, abans del desenvolupament de la mecànica ondulatòria.

## Desenvolupament de la mecànica matricial
El 1925, Werner Heisenberg, Max Born i Pascual Jordan van formular la representació de la mecànica matricial de la mecànica quàntica.

### Epifania a Helgoland
El 1925 Werner Heisenberg estava treballant a Göttingen en el problema del càlcul de les línies espectrals de l'hidrogen. El maig de 1925 va començar a tractar de descriure sistemes atòmics només mitjançant observables. El 7 de juny, després de setmanes sense poder alleujar la seva febre del fenc amb aspirina i cocaïna, Heisenberg va marxar cap a l'illa lliure de pol·len del mar del Nord d'Helgoland. Mentre hi havia allà, entre pujar i memoritzar poemes del West-östlicher Diwan de Goethe, va continuar reflexionant sobre la qüestió espectral i finalment es va adonar que l'adopció d'observables que no viatjaven podria resoldre el problema. Més tard va escriure:
Eren cap a les tres de la nit quan el resultat final del càlcul estava davant meu. Al principi estava profundament commocionat. Estava tan emocionat que no podia pensar en dormir. Així que vaig sortir de casa i vaig esperar la sortida del sol al cim d'una roca.:275

### Els tres papers fonamentals
Després que Heisenberg tornés a Göttingen, va mostrar a Wolfgang Pauli els seus càlculs, comentant en un moment:
Tot és encara vague i poc clar per a mi, però sembla com si els electrons ja no es mouran en òrbites.
El 9 de juliol, Heisenberg va donar el mateix article dels seus càlculs a Max Born, dient que "havia escrit un paper boig i no s'atrevia a enviar-lo per publicar-lo, i que Born l'havia de llegir i aconsellar-lo" abans de la publicació. Aleshores, Heisenberg va marxar una estona, deixant a Born per analitzar el document.
En el document, Heisenberg va formular la teoria quàntica sense òrbites d'electrons agudes. Hendrik Kramers havia calculat anteriorment les intensitats relatives de les línies espectrals en el model de Sommerfeld interpretant els coeficients de Fourier de les òrbites com a intensitats. Però la seva resposta, com tots els altres càlculs de l'antiga teoria quàntica, només era correcta per a òrbites grans.
Heisenberg, després d'una col·laboració amb Kramers, va començar a entendre que les probabilitats de transició no eren quantitats del tot clàssiques, perquè les úniques freqüències que apareixen a la sèrie de Fourier haurien de ser les que s'observen en els salts quàntics, no les de ficció que provenen de l'anàlisi de Fourier d'òrbites clàssiques agudes. Va substituir la sèrie clàssica de Fourier per una matriu de coeficients, un anàleg quàntic difuminat de la sèrie de Fourier. Clàssicament, els coeficients de Fourier donen la intensitat de la radiació emesa, de manera que en mecànica quàntica la magnitud dels elements de la matriu de l'operador de posició era la intensitat de la radiació en l'espectre de línies brillants. Les magnituds de la formulació de Heisenberg eren la posició i l'impuls clàssics, però ara ja no estaven clarament definides. Cada quantitat estava representada per una col·lecció de coeficients de Fourier amb dos índexs, corresponents als estats inicial i final.
Quan Born va llegir el document, va reconèixer la formulació com una que es podia transcriure i estendre al llenguatge sistemàtic de les matrius, que havia après del seu estudi sota Jakob Rosanes a la Universitat de Breslau. Born, amb l'ajuda del seu ajudant i antic alumne Pascual Jordan, va començar de seguida a fer la transcripció i ampliació, i van presentar els seus resultats per a la seva publicació; el document es va rebre per a la seva publicació només 60 dies després del document de Heisenberg.
Els tres autors van enviar un article de seguiment per a la seva publicació abans de finals d'any.  (Es pot trobar una breu revisió del paper de Born en el desenvolupament de la formulació de la mecànica matricial de la mecànica quàntica juntament amb una discussió de la fórmula clau que implica la no commutativitat de les amplituds de probabilitat en un article de Jeremy Bernstein.  Es pot trobar un relat històric i tècnic detallat al llibre de Mehra i Rechenberg , The Historical The Historical Formulation Volume of Quantum3. La mecànica i les seves modificacions 1925–1926)
Els tres documents fonamentals:
W. Heisenberg, Über quantentheoretische Umdeutung kinematischer und mechanischer Beziehungen, Zeitschrift für Physik, 33, 879-893, 1925 (rebut el 29 de juliol de 1925). [Traducció a l'anglès a: B. L. van der Waerden, editor, Sources of Quantum Mechanics (Dover Publications, 1968) ISBN 0-486-61881-1 (títol en anglès: Quantum-Theoretical Re-interpretation of Kinematic and Mechanical Relations).]
M. Born i P. Jordan, Zur Quantenmechanik, Zeitschrift für Physik, 34, 858-888, 1925 (rebut el 27 de setembre de 1925). [Traducció a l'anglès a: B. L. van der Waerden, editor, Sources of Quantum Mechanics (Dover Publications, 1968) ISBN 0-486-61881-1 (títol en anglès: On Quantum Mechanics).]
M. Born, W. Heisenberg i P. Jordan, Zur Quantenmechanik II, Zeitschrift für Physik, 35, 557-615, 1926 (rebut el 16 de novembre de 1925). [Traducció a l'anglès a: B. L. van der Waerden, editor, Sources of Quantum Mechanics (Dover Publications, 1968) ISBN 0-486-61881-1 (títol en anglès: On Quantum Mechanics II).]
Fins a aquest moment, les matrius eren poques vegades utilitzades pels físics; es consideraven que pertanyien a l'àmbit de les matemàtiques pures. Gustav Mie els havia utilitzat en un article sobre electrodinàmica l'any 1912 i Born els havia utilitzat en el seu treball sobre la teoria de les gelosies dels cristalls el 1921. Si bé les matrius es van utilitzar en aquests casos, l'àlgebra de les matrius amb la seva multiplicació no va entrar en escena com ho va fer en la formulació matricial de la mecànica quàntica.
Born, però, havia après àlgebra matricial de Rosanes, com ja s'ha assenyalat, però Born també havia après la teoria d'equacions integrals i formes quadràtiques de Hilbert per a un nombre infinit de variables, com es desprèn d'una cita de l'obra de Born de Hilbert Grundzüge einer allgemeinen Theorie der Linearen Integralgleichungen 12 publicada a
Jordan també estava ben equipat per a la tasca. Durant uns quants anys, havia estat assistent de Richard Courant a Göttingen en la preparació del llibre Methoden der mathematischen Physik I de Courant i David Hilbert, que es va publicar el 1924.  Aquest llibre, fortuïtament, contenia moltes de les eines matemàtiques necessàries per al desenvolupament continuat de la mecànica quàntica.
El 1926, John von Neumann es va convertir en assistent de David Hilbert, i va encunyar el terme espai de Hilbert per descriure l'àlgebra i l'anàlisi que es van utilitzar en el desenvolupament de la mecànica quàntica.
Una contribució clau a aquesta formulació es va aconseguir en el document de reinterpretació/síntesi de Dirac de 1925,  que va inventar el llenguatge i el marc que s'utilitzen habitualment avui, en plena mostra de l'estructura no commutativa de tota la construcció.

### El raonament de Heisenberg
Abans de la mecànica de matrius, l'antiga teoria quàntica descrivia el moviment d'una partícula per una òrbita clàssica, amb una posició i un moment ben definits X(t), P(t), amb la restricció que la integral de temps durant un període T del moment multiplicat per la velocitat ha de ser un múltiple enter positiu de la constant de Planck. {\displaystyle \int _{0}^{T}P\;{\frac {dX}{dt}}\;dt=\int _{0}^{T}P\;dX=nh.} Tot i que aquesta restricció selecciona correctament òrbites amb més o menys els valors d'energia adequats En, l'antic formalisme de la mecànica quàntica no descrivia processos dependents del temps, com ara l'emissió o l'absorció de radiació.

### Conceptes bàsics de matriu
Quan va ser introduïda per Werner Heisenberg, Max Born i Pascual Jordan el 1925, la mecànica matricial no va ser acceptada immediatament i va ser motiu de controvèrsia, al principi. La introducció posterior de Schrödinger de la mecànica ondulatòria va ser molt afavorida.
Part de la raó va ser que la formulació de Heisenberg estava en un llenguatge matemàtic estrany, per a l'època, mentre que la formulació de Schrödinger es basava en equacions d'ona familiars. Però també hi havia una raó sociològica més profunda. La mecànica quàntica s'havia desenvolupat per dos camins, un liderat per Einstein, que emfatitzava la dualitat ona-partícula que proposava per als fotons, i l'altre liderat per Bohr, que posava èmfasi en els estats d'energia discrets i els salts quàntics que Bohr va descobrir. De Broglie havia reproduït els estats d'energia discrets dins del marc d'Einstein: la condició quàntica és la condició d'ona estacionària, i això va donar l'esperança als de l'escola d'Einstein que tots els aspectes discrets de la mecànica quàntica estarien subsumits en una mecànica ondulatòria contínua.
La mecànica de matrius, en canvi, prové de l'escola de Bohr, que s'ocupava dels estats d'energia discrets i els salts quàntics. Els seguidors de Bohr no van apreciar els models físics que representaven els electrons com a ones, o com a res. Van preferir centrar-se en les quantitats que estaven directament relacionades amb els experiments.
En física atòmica, l'espectroscòpia va donar dades d'observació sobre les transicions atòmiques que sorgeixen de les interaccions dels àtoms amb quants de llum. L'escola de Bohr exigia que només apareguessin a la teoria aquelles magnituds que en principi eren mesurables per espectroscòpia. Aquestes quantitats inclouen els nivells d'energia i les seves intensitats, però no inclouen la ubicació exacta d'una partícula a la seva òrbita de Bohr. És molt difícil imaginar un experiment que pugui determinar si un electró en l'estat fonamental d'un àtom d'hidrogen es troba a la dreta o a l'esquerra del nucli. Era una profunda convicció que aquestes preguntes no tenien resposta.

## Desenvolupament matemàtic
Una vegada que Heisenberg va introduir les matrius per a X i P, va poder trobar els seus elements de la matriu en casos especials per conjectures, guiat pel principi de correspondència. Com que els elements de la matriu són els anàlegs mecànics quàntics dels coeficients de Fourier de les òrbites clàssiques, el cas més simple és l'oscil·lador harmònic, on la posició i el moment clàssics, X(t) i P(t), són sinusoïdals.